# Guy van Hoof
Guy van Hoof (Borgerhout, 23 juli 1943) is een Vlaams dichter, literair criticus en inleider van vernissages van tentoonstellingen van plastisch kunstenaars. 

## Biografie
Van Hoof heeft zijn middelbare studies niet afgemaakt. Hij behaalde in het avondonderwijs het diploma van gegradueerde in de bibliotheekwetenschappen. Hij werkte als inpakker, begeleider van een vrachtwagenchauffeur, hulpje van een handelsreiziger, hulpredacteur bij een populair weekblad en bediende bij een verzekeringskantoor. 
In 1963 trouwde hij met Yolanda Dewyn, die zelf gedichten gepubliceerd heeft in het tijdschrift Keerpunt. Ze wonen te Antwerpen.

## Literaire publicaties in boekvorm

### Poëzie
- Het Vuur Vesuvius, eigen beheer, Antwerpen, 1962.
- Zonder requiem, Albatros, Brussel/Leiden, 1972 (omslagontwerp: Pol Mara).
- Gelukkig werd het weer een heel fijn weekend, Uitgeverij Van Hyfte, Ertvelde en Dimensie, Antwerpen, 1979 (omslagontwerp: Marcel Coolsaet).
- Verschuivingen, Masereelfonds, Gent, 1981.
- Niets zeggen,1985 (3 tekeningen: Gerard Vanhove).
- De wetten van Copernicus, Nioba, Antwerpen, 1988 (omslagontwerp: Johan Deboes).
- Bestand, Paradox Pers, Antwerpen, 1993 (bevat tevens herziene drukken van Niets zeggen en De wetten van Copernicus).
- Bij de tijd, Paradox Pers, Antwerpen, 1993 (3 illustraties: Marcel Coolsaet).
- Wat je niet verwacht, Vriendenkring Kunst Houtland, Torhout en Modus Vivendi, Antwerpen,  2005 (omslagontwerp en 15 grafieken: Lieve Pettens).
- De Oude Landen, Tentoonstelling 850 jaar Ekeren (horizontale uitgave met groene kaft; 12 gedichten uit het eerder verschenen Wat je niet verwacht), Kunstcentrum Hof te Bist, Ekeren, 2005 (omslagontwerp en 25 grafieken: Lieve Pettens).
- De Oude Landen, Tentoonstelling 850 jaar Ekeren (verticale uitgave met blauwe kaft; 8  gedichten uit het eerder verschenen Wat je niet verwacht), H. Schellekens, Ekeren, 2005 (omslagontwerp en 10 grafieken: Lieve Pettens).
- Zwarte vijvers, Litera-Esta, Antwerpen, 2006 (reeds verschenen in Bestand: omslagontwerp en 4 illustraties: V.P.M. Bio).
- Bekentenissen, Litera-Este, Antwerpen, 2006 (omslagontwerp: Willy Vaneeckhout).
- Het licht achter de deur,  C .De Vries-Brouwers, Antwerpen-Rotterdam, 2019 (omslagontwerp: Luk Truyens)
- De man die (altijd) terug kwam, C. De Vries-Brouwers, Antwerpen-Rotterdam, 2019) (omslagontwerp: Paul Turkry)
- TIFOSI, C. De Vries- Brouwers, Antwerpen-Rotterdam, 2021)
- De ontdekking van de nacht. C. De Vries-Brouwers, Antwerpen-Rotterdam 2025 (omslagontwerp Gerard Vanhove, Sjamaan)

### Poëzie in vertaling
- Uskok, Witryn Artystow, Klodzko, 1985 (Pools; vertaler: Jerzy Koch; illustratie: Gerard Vanhove).

### Essays
- De Nieuwe Romantiek, situering en bloemlezing, Uitgeverij Van Hyfte, Ertvelde, 1981 (met een inleiding door Hugo Brems; bloemlezing samengesteld door van Hoof).
- Literaire gids voor provincie en stad Antwerpen, Uitgeverij Hadewijch, Schoten, 1985 (met Jos Borré; van Hoof zorgde voor het deel over de stad Antwerpen).
- Aan wat overblijft heb ik genoeg, over de poëzie van Thierry Deleu, Pablo Nerudafonds, Brugge, 1986.
- Als een jager in zijn grondgebied (over de poëzie van Thierry Deleu), West-Vlaamse Schrijvers, 2002.
- Recht van spreken, de poëzie van Rik Wouters, Vriendenkring Kunst Houtland, Torhout en Modus Vivendi, Antwerpen, 2002.
- Gesprekken met Willem M. Roggeman Een schilder met woorden, Demer Uitgeverij, Diepenbeek, 2010.
- De trage zandloper van het geluk, Over het literaire werk van Frank Decerf, Vriendenkring Kunst Houtland, Torhout, 2013.

## Samensteller van poëziebloemlezingen
- Met niet minder dan zoveel woorden, Modus Vivendi, Antwerpen, 1999.
- Een plaats onder de maan, Vriendenkring Kunst Houtland, Torhout en literair café Den Hopsack, Antwerpen, 2007.

## Literaire publicaties in literaire tijdschriften en bloemlezingen
Hij publiceerde gedichten in volgende bloemlezingen:
- Reisoogst (samenstellers: Ton Luiting en Gie Luiten), Kofschip-Kring, Zellik en Hilversum, 1980.
- Zeventig voorbij, Een keuze uit tien jaar Vlaamse jongerenpoëzie (1970-1979) ingeleid en samengesteld door Willy Tibergien, Orbis en Orion, Beveren en Antwerpen, 1980.
- Met niet minder dan zoveel woorden (samensteller: Guy van Hoof), Modus Vivendi, Antwerpen, 1999.
- Halle dicht, 11 juli: dichters verdedigen Vlaanderen in woord en daad (samensteller: Rik Wouters), Casita de la soledad-stichting, Halle, 2003.
- Antwerpen, De stad in gedichten (samensteller: Philip Hoorne), Uitgeverij 521, Amsterdam, 2003.
- Ook wij waren winnaars, Sportgedichten uit Nederland en Vlaanderen (samenstellers: Pascal Delheye en Willy Verheghe), De Geus, Breda en Poëziecentrum, Gent, 2005.
- Een plaats onder de maan, Bloemlezing ter gelegenheid van vijfendertig jaar Café Den Hopsack - Antwerpen Modus Vivendi vzw (samensteller Guy van Hoof), Vriendenkring Houtland Torhout, Torhout en literair café Den Hopsack, Antwerpen, 2007.
- Gewoon lekker (samenstellers: Hannie Rouweler en Roger Nupie), Demer Pers, 2010.
- Dichter bij Gierik, EPO/Gierik, Antwerpen, 2010.
- Boem Paukeslag! De mooiste muziekgedichten (samensteller: Henk van Zuiden), Maarten Muntinga, Rainbow Essentials, Amsterdam, 2011.
- De 100 mooiste wielergedichten uit de Vlaamse en Nederlandse literatuur (samensteller: Patrick Cornillie), Les Iles, 2014.
- Twee soorten adem. Jazz & Poetry in de Nederlandse Letteren samenstelling Wim Huyser, John Schoorl), AZULPRESS, Maastricht/Amsterdam, 2021.

## Tentoongestelde poëzie
Onderstaand wielergedicht in graniet gebeiteld, wordt te Geraardsbergen op de Vesten permanent tentoongesteld:
TIFOSI
Bewegend voor de camera
schuiven in tijd en ruimte
groen en wit en rood voorbij
het zit 'm in het hoofd
niet minder dan in benen
wachtend langs de weg
staan urenlang reikhalzend de tifosi
om één ogenblik ondraaglijk kort
een rugnummer te zien
gespannen spieren of een trui
van zijde aan te raken in een bocht
nu in de tuin te liggen, uitgestrekt
en zonder pijn die in de kuiten kruipt
het sterven is begonnen
zoemend in zijn oor
warm bloed kleeft in de holte
van zijn open mond
die als een wond niet dicht zal groeien

## Literaire prijzen

### Poëzie
- Poëzieprijs van de stad Sint-Truiden 1978 met het gedicht "Zoiets als tederheid".
- Poëzieprijs van de stad Blankenberge 1980 (samen met Pieter Aerts) met het gedicht "het reizen met goedkope treinen".

### Proza
- Tweede prijs van de Hendrik Prijs-wedstrijd voor Kortverhaal, 1983.
- Prijs Kortverhaal Diest, 1882.

### Essay
- Eervolle vermelding in de Essaywedstrijd WeL Leuven, 1992.

## Literaire carrière

### Functie
In 1972 nam Van Hoof het literaire tijdschrift Keerpunt over en werd hij hoofdredacteur van het blad. In 1973 fusioneerde het blad met Boulevard en ging er later in op. 
Hij is of was redacteur van Boulevard, De Geletterde Mens, Keerpunt, Deus ex Machina, Mandragora, Zefier, ART04, Weirdo's, en vast medewerker Kruispunt, Gierik, Portulaan .
Hij was sinds 2009 lid van het bestuur van de "Vereniging van Vlaamse Letterkundigen". Nu lid van de Vlaamse Auteurs Vereniging, VAV.

### Publicaties van poëzie en/of proza en/of kritiek
Hij publiceerde in Art04, De Houten Gong, De Geletterde Mens, Deus Ex Machina, Gierik, NVT-Gierik, Kiezel en 't Kofschip.

### Optredens
Hij las uit zijn poëzie voor te Klodzko in Polen, Namur in Wallonië en Diest en Oostende in Vlaanderen en meermaals te Antwerpen, Brussel, Geraardsbergen, Ekeren, Halle, Harelbeke, Sint-Jans-Molenbeek en Torhout in Vlaanderen. Hij leidde dichters en dichtbundels in. Hij hield voordrachten over zijn eigen of andere literatuur te Antwerpen, Dilbeek, Halle, Lier, Sint-Jans-Molenbeek, Torhout, Brussel, Hasselt, Lokeren.

## Situering als dichter
Van Hoof verwoordt als autobiografisch dichter zijn twijfel om zich weerbaar op te stellen. Daarom probeert hij de om-wereld te ordenen om er vat op te krijgen. Dat ordenen brengt rust en is de kracht van zijn dichtkunst. 
Hij vervlecht elementen van de Vijftigers en Vijfenvijftigers, de Nieuw-realisten, de neoromantici, de Nieuwe Tachtigers, de modernisten en neosymbolisten.

## Contacten met plastische kunstenaars

### Monografieën
- Alfons Vermeir, Aksent, Antwerpen, 1968.
- Jan Hoogsteyns, Antigua, Tessenderlo, 1980.
- Marcel Coolsaet, De Graal, Dendermonde, 1985.
- Willy Roothooft, W. Roothooft, Heist op den Berg.

### Medewerking aan publicaties
- Willie Cools. Vrouwen (map: met prozatekst en gedicht van Guy van Hoof), De  Groote Beer, 1996 (originele kunstwerken van Willy Cools: een ets en 2 zeefdrukken).
- Willie Cools. Kleur-rijk (met prozatekst in het Nederlands en het Frans van Guy van Hoof), Harpax, Den Haag, 2006.

### Inleidingen
Van Hoof leidde tentoonstellingen van plastische kunstenaars in. Hij schreef monografieën en werkte mee aan boeken over Jan Cockx, Willy Cools, Marcel Coolsaet, Johan Deboes, René De Coninck, Jan Hoogsteyns, Beatrice Papeians de Morchoven, Willy Van Eeckhout, Gerard Vanhove, Alfons Vermeir, Willy Roothooft, Paul Turkry, Bert Prins. 

## Niet-literaire publicaties in boekvorm
- De artotheek, Het uitlenen van kunst in de openbare bibliotheek, Nederlands Bibliotheek en LektuurCentrum, Den Haag, 1977.
- De PID-Produktinformatiedienst, zonder nadere gegevens.

## Beknopte bibliografie

### Essay
- Thierry Deleu. Guy van Hoof, dichter zonder kroon, De Gebeten Hond, Harelbeke, 2001.
- Rik Wouters. Woord en daad van Guy van Hoof, Zijn apocriefe evangelie, Xarnego, Halle, 2005.
- Nicole van Overstraeten. De dagen zijn huiveringwekkend mooi. Over de poëzie van Guy van Hoof, VKH (Vriendendienst Kunst Houtland), Torhout, 2012.

### Artikelen
- Ulrich Bouchard. Het door de volkeren lang verwachte Guy van Hoof interview. In: Bries, jg. 1, nr. 3, 1985.
- Dirk Desmadryl. Guy van Hoof: help, ik verzuip!. In: Boulevard jg. 8, nr. 4, juli-augustus-september 1980.
- Guy van Hoof. Poëzie: verbeelding, waarheid, eenvoud en geheim. In: Appel, jg. 3, nr. 4, 1976.
- Rik Wouters. Het evangelie volgens Guy van Hoof,  Een beschouwing door Rik Wouters. In: Meanderkrant (internetpublicatie), nummer 212, 27 april 2003.

- Bibsys: 90514048
- Bibliothèque nationale de France: cb16701882t (data)
- Digitale Bibliotheek voor de Nederlandse Letteren: hoof003
- Gemeinsame Normdatei: 1029749477
- International Standard Name Identifier: 0000 0003 5857 0922
- Library of Congress Control Number: n83120904
- Nederlandse Thesaurus van Auteursnamen: 069182523
- Système universitaire de documentation: 145080870
- Virtual International Authority File: 209239165
- WorldCat: E39PBJcGmDmJqcWjvwWhHvtYfq